# مهرک (زیرکوه)
مهرک یا مهرک لاغره روستایی در دهستان زهان بخش زهان شهرستان زیرکوه استان خراسان جنوبی ایران است. بر پایه سرشماری عمومی نفوس و مسکن در سال ۱۳۹۰ جمعیت این روستا ۱۵۸ نفر (در ۳۸ خانوار) بوده است.